# Newcastle City Hall
Newcastle City Hall (в настоящее время известный как O2 City Hall Newcastle, из-за спонсорского контракта) — концертный зал, расположенный в Ньюкасле. Известен в качестве площадки для выступлений исполнителей популярной и классической музыки, а также стендап-комиков. В настоящее время, заведение управляется компанией Academy Music Group и имеет спонсорское соглашение с британской телекоммуникационной компанией O2.

## История
Открытый в 1927 году «Newcastle City Hall» был построен как часть комплекса, который также включал в себя прилегающий городской бассейн (City Pool). С тех пор этот концертный зал зарекомендовал себя в качестве регулярной площадки для проведения оркестровых концертов, выступлений рок- и поп-групп, шоу стендап-комиков, а также творческих встреч знаменитостей и различных гражданских мероприятий.

### Угроза закрытия и текущее положение
В ноябре 2012 года Городской совет Ньюкасла объявил, что в рамках программы сокращения бюджетных расходов рассматривается дальнейшая судьба «Newcastle City Hall» и прилегающего к нему бассейна, в качестве вариантов рассматривая закрытие или передачу объектов внешней структуре. Глава совета Ник Форбс предвосхитил итоги переговоров, заявив, что у концертного зала «нет долгосрочного будущего». В ответ на это, 31 января 2013 года, члены «North East Music History Group» (Facebook) подали в городской совет Ньюкасла петицию с 13 000 подписями против закрытия. Несмотря на это городской бассейн закрыли, хотя «Newcastle City Hall» по прежнему функционирует в штатном режиме.
В апреле 2016 года было объявлено, что управление концертного зала перешло к компании Theatre Royal Trust.
В мае 2019 года Theatre Royal Trust передала управление «Newcastle City Hall» холдингу Academy Music Group, которая также является владельцем расположенного неподалёку мюзик-холла Theatre Royal Trust, согласно спонсорскому контракту концертный зал был переименован в O2 City Hall Newcastle.

## Орган
В 1928 году, через год после открытия, в «Newcastle City Hall» был размещён орга́н Harrison & Harrison, с целью создать первый в городе специализированный концертный зал. Несмотря на кафедральную спецификацию, инструмент использовался для хоровых и оркестровых концертов, а также органных выступлений. Он имеет 4274 трубы, с рядом уникальных упоров и был охарактеризован как «Роллс-Ройс среди органов».
В настоящее время орга́н находится в плачевном техническом состоянии, хотя инструмент, вероятно, является последним и самым крупным действующим трубчато-пневматическим органом фирмы Harrison & Harrison (большинство других крупных органов были преобразованы в электропневматические после Второй мировой войны). Этот орга́н также примечателен тем, что он не модернизировался, в отличие большинства сопоставимых инструментов.
В 2003 году британский институт органных исследований присвоил ему сертификат исторического значения 1-го класса, он также имеет статус 2-го класса по классификации кафедральных инструментов (англ. hall's Grade II status).

## Известные музыкальные выступления
В июле 1970 года в «Newcastle City Hall» состоялось дебютное выступление рок-группы Lindisfarne. 7 мая 1971 года на этой площадке отыграла аншлаговый концерт американская группа The Byrds (в рамках своего британского турне, по итогам которого состоялся релиз пластинки Live at Royal Albert Hall 1971). В декабре 1976 года воссоединившиеся Lindisfarne выступили в «Newcastle City Hall» с тремя аншлаговыми концертами. Ажиотаж к выступлениям земляков сопровождался и в последующие годы, когда музыканты группы вновь собирались вместе, и в общей сложности отыграв в этом концертном зале 132 шоу.
В 1981 году группа Motörhead записала в этом заведении большинство треков для своего концертного альбома No Sleep ’til Hammersmith. Пластинка пользовалась большим успехом и лидировала в британских чартах почти 2 месяца после релиза. В том же году Slade записали в нём концертный альбом выпущенный под названием Slade on Stage. 26 марта 1971 года там же была записана пластинка Pictures at an Exhibition трио Emerson, Lake & Palmer. В июне 1973 года в стенах «Newcastle City Hall» были записаны треки для концертного альбома Live Dates группы Wishbone Ash. Помимо этого, в октябре 1974 года, британский коллектив Roxy Music записал в нём материал для концертной пластинки Viva Roxy Music.
В 1968 году группа The Animals воссоединилась и выступила в «Newcastle City Hall» с единоразовым выступлением, после чего ведущий вокалист Эрик Бердон распустил её и сформировал новый состав.
В 1997 году в этом концертном зале состоялось выступление группы Rammstein. В декабре 2013 года Рэй Джексон выступил с новым составом Lindisfarne, в рамках компании по сохранению «Newcastle City Hall» в качестве концертной площадки.